# Hilarographa cubensis
Hilarographa cubensis es una especie de polilla de la familia Tortricidae.
Fue descrita científicamente por Heppner en 1983.